# Brackenborough with Little Grimsby
Brackenborough with Little Grimsby est une paroisse civile du Lincolnshire, en Angleterre. Elle inclut les villages de Brackenborough et Little Grimsby.